# Літологічне вікно
Літологі́чне вікно́ (рос. литологическое окно; англ. lithological window; нім. lithologisches Fenster n) — тріщина в слабкопроникному пропластку або пласті, яка виникає внаслідок геофізичних явищ (наприклад, землетрусу). Виникнення Л.в. зумовлює виникнення гідродинамічного зв'язку між двома або декількома продуктивними пластами. Л.в. впливає на потік флюїду до свердловини, на її дебіт.